# Teleskopord

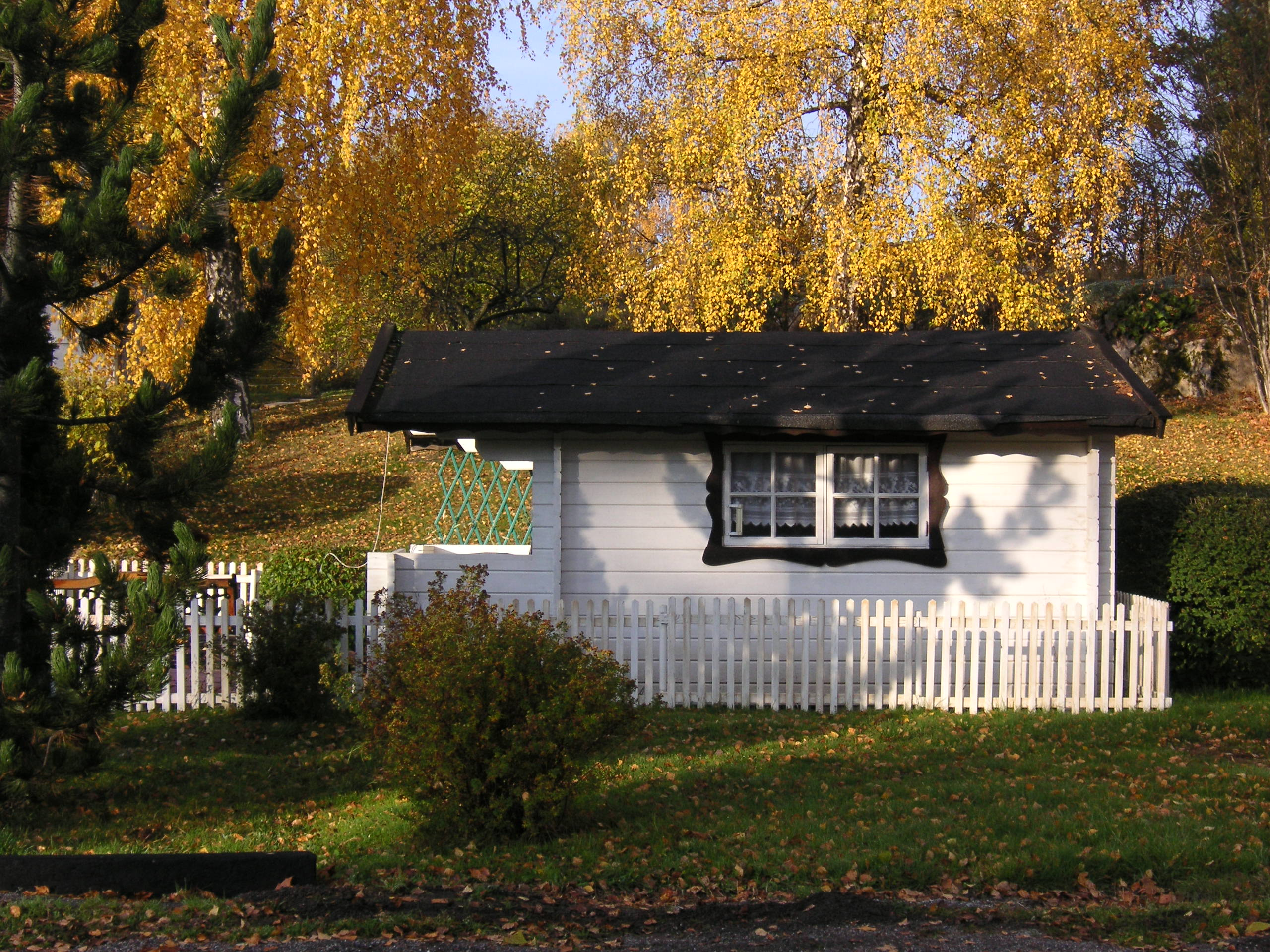
Friggebod

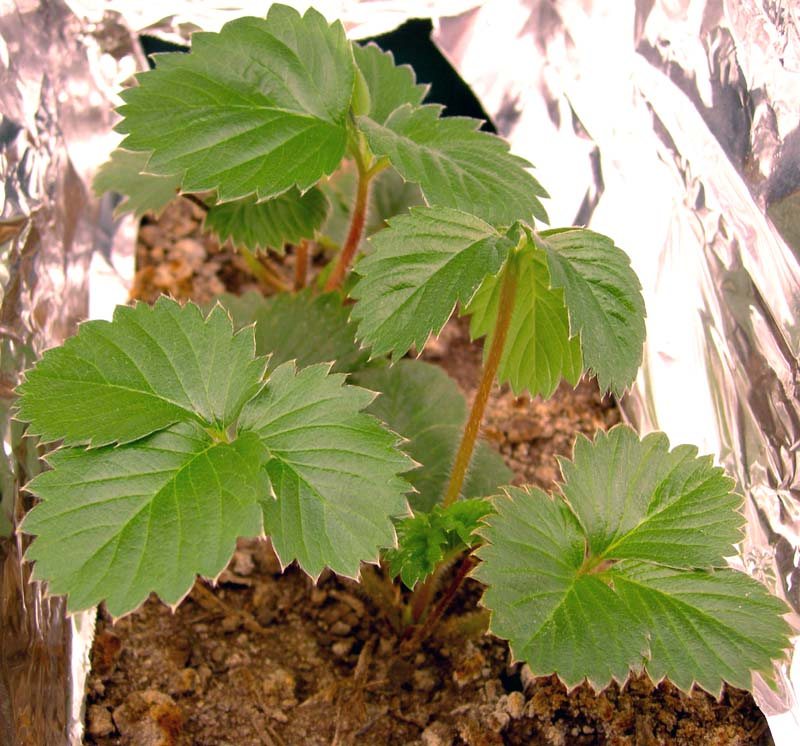
Smulgubbeplanta

Teleskopord är en speciell sorts neologism i vilken ord, oftast två, har kombinerats till ett, så att bara början av det ena och slutet av det andra återstår och delar i mitten faller bort eller överlappar mellan de ingående orden. Ett exempel är ordet flextid, som är bildat av flexibel och arbetstid. Det kan också användas för ord som är sammansatta av tre delar, där mittendelen har fallit bort, som tefat av tekopp och fat.
Detta sätt att bilda nya ord på är vanligt och produktivt i modern engelska, varifrån svenskan har lånat många teleskopord. I engelskan är teleskopord kända sen början på 1700-talet och de kallas vanligen för portmanteau. På svenska bildas sammansättningar vanligen genom att delorden konkateneras: motor + hotell = motorhotell, medan engelskspråkiga är mer benägna att dra samman orden till teleskopord: motor + hotel = motel. Detta ord har lånats in som svenska motell.

## Exempel
| Teleskopord | Delord 1 | Delord 2  |
| ----------- | -------- | --------- |
| friggebod   | Friggebo | bod       |
| bankomat    | bank     | automat   |
| smulgubbe   | smultron | jordgubbe |
| blingon     | blåbär   | lingon    |

| Teleskopord | Delord 1              | Delord 2            |
| ----------- | --------------------- | ------------------- |
| smog        | smoke ’rök’           | fog ’dimma’         |
| brunch      | breakfast ’frukost’   | lunch ’lunch’       |
| spork       | spoon ’sked’          | fork ’gaffel’       |
| transponder | transmitter ’sändare’ | responder ’svarare’ |